# Glossaire de la vitrerie

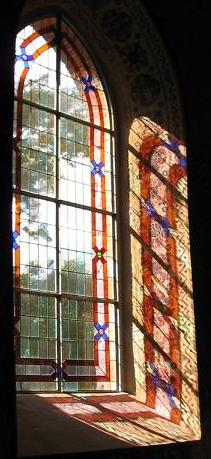
Vitre en plomb

La vitrerie est le lieu et l'art des vitriers. Discipline ancienne elle a développé un vocabulaire technique spécifique présenté ici.
- Haut – A
- B
- C
- D
- E
- F
- G
- H
- I
- J
- K
- L
- M
- N
- O
- P
- Q
- R
- S
- T
- U
- V
- W
- X
- Y
- Z

## A
- Ailes ou Ailerons - Jouées ou bords minces de la petite rainure faite dans les plombs, lesquels servent à entretenir les pièces de verre dans un panneau de vitre[V 1].
- Attache - Petits morceaux de plomb de deux ou trois pouces (5 à 7,5 cm) de long sur une ligne et demie (2,5 mm) de largeur, que l'on soude sur les plombs des panneaux des vitres, et que l'on tortille sur les verges de fer pour les tenir en place[V 1].
- Attèles - Morceaux de bois creux servant de poignée pour manier la queue du fer à souder [V 1].
- Autonome - vitrail conçu indépendamment de l’architecture, c'est-à-dire qu'il n'est pas destiné à vitrer des fenêtres
- Azur - Substance servant à détruire la partie colorante des sables propres à la fabrication du verre[V 1].

## B
- Bauquin - Bout de la canne qu'on met sur les lèvres pour souffler le verre[V 1].
- Besaiguë - Marteau dont la panne est pointue[V 1].
- Boîte à résine - Ce qui contient la résine en poudre que l'on répand sur le plomb avant de souder les attaches[V 1].
- Borne - Pièce de verre coupée en hexagone barlong, qui s'emploie dans les compartiments de panneaux montés en plomb[V 1].
- Boudine - Nœud ou la bosse qui se trouve au milieu d'un plat de verre[V 2].  Voir Soufflage en couronne.
- Brulir la soudure - Faire fondre le plomb en appliquant un fer trop chaud pour le souder[V 2].

## C
- Calfeutrer - Coller des bandes de papier au pourtour d'un carreau ou au pourtour des châssis d'une fenêtre[V 2].
- Carcaise - Espèce de four de verrerie; c'est celui où l'on dépose les pots pour faire la frite des matières vitrifiables[V 2].
- Carreau - Pièce de verre carrée ou de la figure d'un parallélogramme, mais d'une dimension qui n'est propre qu'à vitrer les châssis à petits bois[V 2].
- Casilleux - Verre qui se casse en plusieurs endroits en y appliquant le diamant pour le couper, ce qui provient du défaut de la recuisson[V 2].
- Cassons - Nom des débris des verreries[V 2].
- Cavoir - Voir Grésoir
- Coupe du verre - Trace faite sur le verre par la pointe du diamant[V 2].
- Coussinets - Pièces dépendantes du tire-plomb[V 2].
- Couteau à racoutrer - Il a la forme d'un couteau ordinaire, avec une lame courte et arrondie par le bout, et sert à relever les ailes du plomb, à en rabattre les bords[V 2].
- Creuset - Vase de fonte servant à la fusion des substances vitrifiables[V 2].

## D
- Dé - Espèce de compartiment de panneau dont l'assemblage des pièces forme la figure d'un dé à jouer[V 2].
- Démastiquer - Ôter le mastic du pourtour des carreaux[V 2].
- Dépolir - Frotter une pièce de verre avec un autre verre, ou avec un morceau de grès et du sable pour détruire son vernis naturel[V 2].
- Diamant - Pierre précieuse montée dans une virole de fer ou de cuivre, laquelle traverse un morceau de buis en forme de petit rabot auquel est un manche de bois - Le diamant sert à couper le verre. On ne se servait autrefois que d’émeri; et comme il ne pouvait pas couper les plats ou tables de verre épais, on y appliquait encore le fer rouge[V 3].
- Doler le plomb - Enlever avec un couteau les bavures du plomb qui se sont formées dans la lingotière[V 3].

## E
- Égriser - Frotter le bord ou la surface de deux verres blancs ou de deux glaces l'une sur l'autre, ou sur une planche avec du grès fin et à sec pour les dresser[V 3].
- Encadrer - Mettre dans un cadre un tableau, une estampe - On dit aussi monter les estampes[V 3].
- Équerre - Elle est d'acier, percée d'espace en espace et à biseaux en dedans; elle sert à mettre les panneaux à l'équerre[V 3].
- Étamoir - Planche garnie d'une plaque de fer, sur laquelle on fait fondre la soudure et la poix-résine avec le fer pour faire les soudures[V 3].

## F

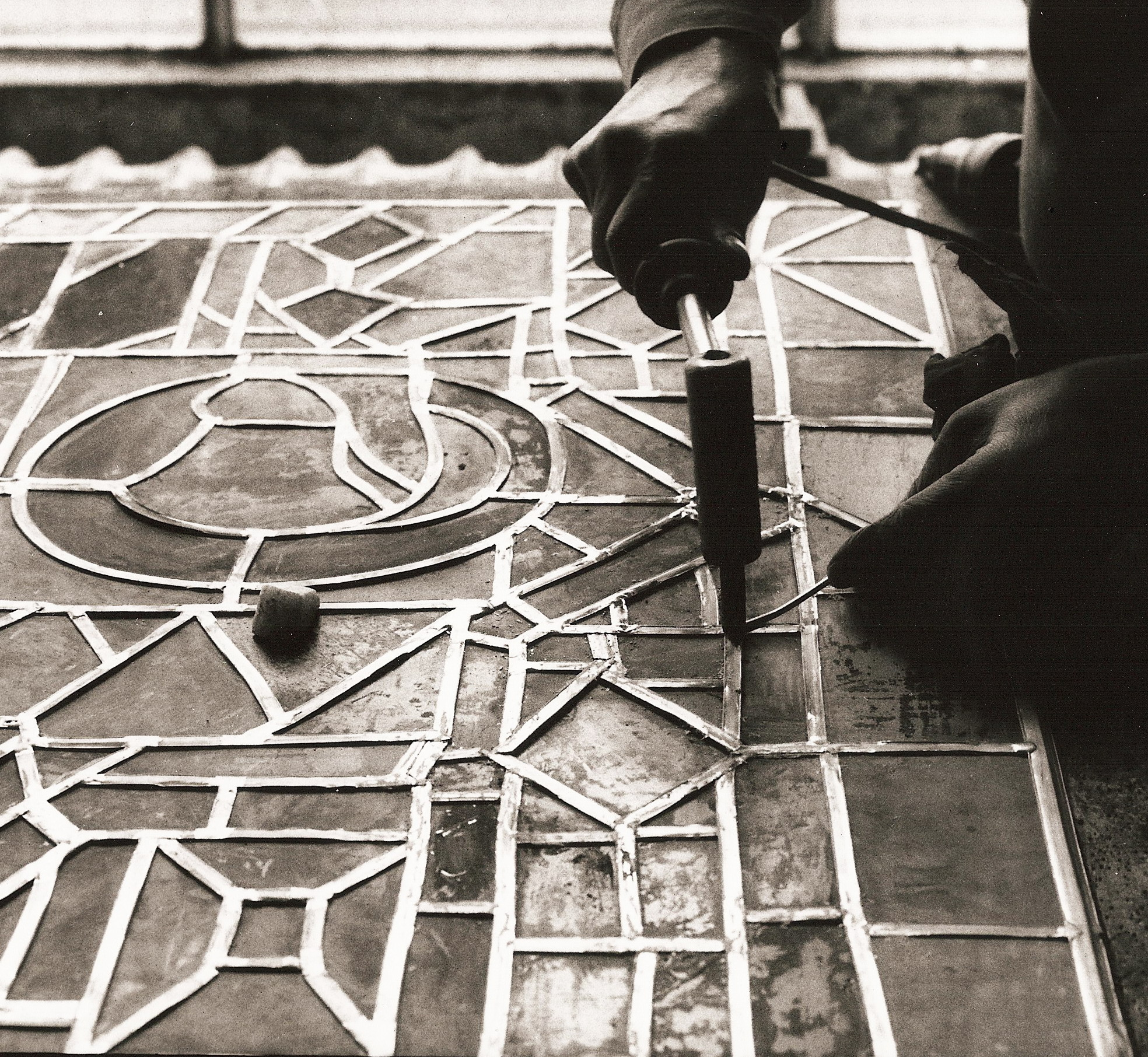
Soudure. Fer électrique moderne

- Fèces - Dépôts qui se forment au fond des barriques d'huile, et qu'on emploie pour faire le mastic[V 3].
- Fer à souder - Il à la forme de la pointe d'un œuf, et porte une queue longue qui est terminée par un crochet[V 3].
- Feuille de verre - Voir Pièce
- Fléau - Espèces de crochets formés de tringles de bois plates, assemblées carrément et arasées, servant à porter le verre au bâtiment pour en faire la pose[V 3].
- Fondant - Alcalis propres à la fusion des sables que l'on emploie pour fabriquer le verre[V 3].
- Frite - Union et la calcination, avant leur fusion, des substances propres à faire le verre[V 3].

## G
- Grésoir ou Grugeoir - Outil d'acier ayant à chacune de ses extrémités une petite entaille qui sert, en faisant une pesée, à égruger le pourtour d'un carreau; Grésiller, Gréser Ou Groiser du verre - Façonner les bords des pièces de verre avec le grésoir-[V 4].
- Groisil - Nom des débris de verre neuf ou vieux[V 4].

## L
- Liens - Voir Attaches[V 4].
- Langue - Fente ou fêlure que l'on fait dans un plat de verre au moyen d'un fer rouge et de l'eau, et que l'on continue où l'on veut au moyen du même fer pour diviser ce plat en carreaux[V 4].

## M
- Manchon - Nom du moule dans lequel on souffle le verre en feuille dit verre d'Alsace, et le verre en table dit verre de Bohême[V 4].
- Manganèse - Minéral ferrugineux qu'on emploie pour faire disparaître la couleur verdâtre du verre lorsqu'il est encore en fusion[V 4].
- Manivelle - Pièces du tire-plomb ou rouet à filer le plomb; elle sert à faire tourner l'arbre de dessous et celui de dessus[V 4].
- Marteau - Il sert à enfoncer les pointes ou à démastiquer les carreaux[V 4].
- Mastic - Mélange de blanc dit d'Espagne, d'un peu de céruse et d'huile de lin, qui sert à les détremper dans un état de consistance un peu ferme - Le mastic sert à border les carreaux dans les feuillures des fenêtres[1] en place de bandes de papier; Mastiquer - Remplir de mastic les feuillures au pourtour d'un verre[V 4].
- Mesurer à l'équerre - Par ce mot on entend l'indication de deux mesures réunies, hauteur et largeur d'une pièce de verre, au lieu de les exprimer séparément[V 4].
- moule ou lingotière - Il y en a de deux sortes; l'une pour jeter les tringles de plomb propres à être tirées par le moulinet, et l'autre propre à faire les liens[V 5].

## O
- Ourlet - Petit rebord qui est sur l'aile du plomb et qui sert à monter les panneaux[V 5].

## P
- Panier - Espèce de cage de bois blanc, plus large par le haut que par le bas, servant à transporter des verreries le verre en plat - Chaque panier contient ordinairement vingt-quatre plats[V 5].
- Panneau - Assemblage de plusieurs morceaux de verre taillés de diverses figures, et attachés par le moyen de languettes de plomb portant deux rainures pour recevoir les pièces, lesquelles languettes sont soudées les unes aux autres[V 5].
- Paraison - Première forme que prend le verre au moyen de la canne et du souffle, après l'avoir cueilli du creuset[V 5].
- Patron - Table sur laquelle on trace et dessine avec de la pierre noire les différentes figures des compartiments de panneau d'après lesquels on coupe les pièces[V 5].
- Pièce - Tous morceaux de verre de différentes figures et grandeurs qu'on emploie dans les compartiments des panneaux; Pièce carrée - Petit morceau de verre en carré qui est entre deux bornes dans un panneau; Pièce ou feuille - Nom que l'on donne à un carreau de verre d'Alsace d'une dimension assez grande pour être employé dans un châssis de fenêtre[1] à glace, c'est-à-dire dans un châssis qui n'a point de montant, mais seulement des traverses de petits bois[V 5].
- Plat de verre - Une table de verre, ronde, telle qu'on en fabrique encore dans quelques verreries, et que l'on coupe par morceaux avec le fer rouge et l'eau, ou avec le diamant, pour former des panneaux ou des carreaux de vitre[V 5]. Voir Soufflage en couronne.

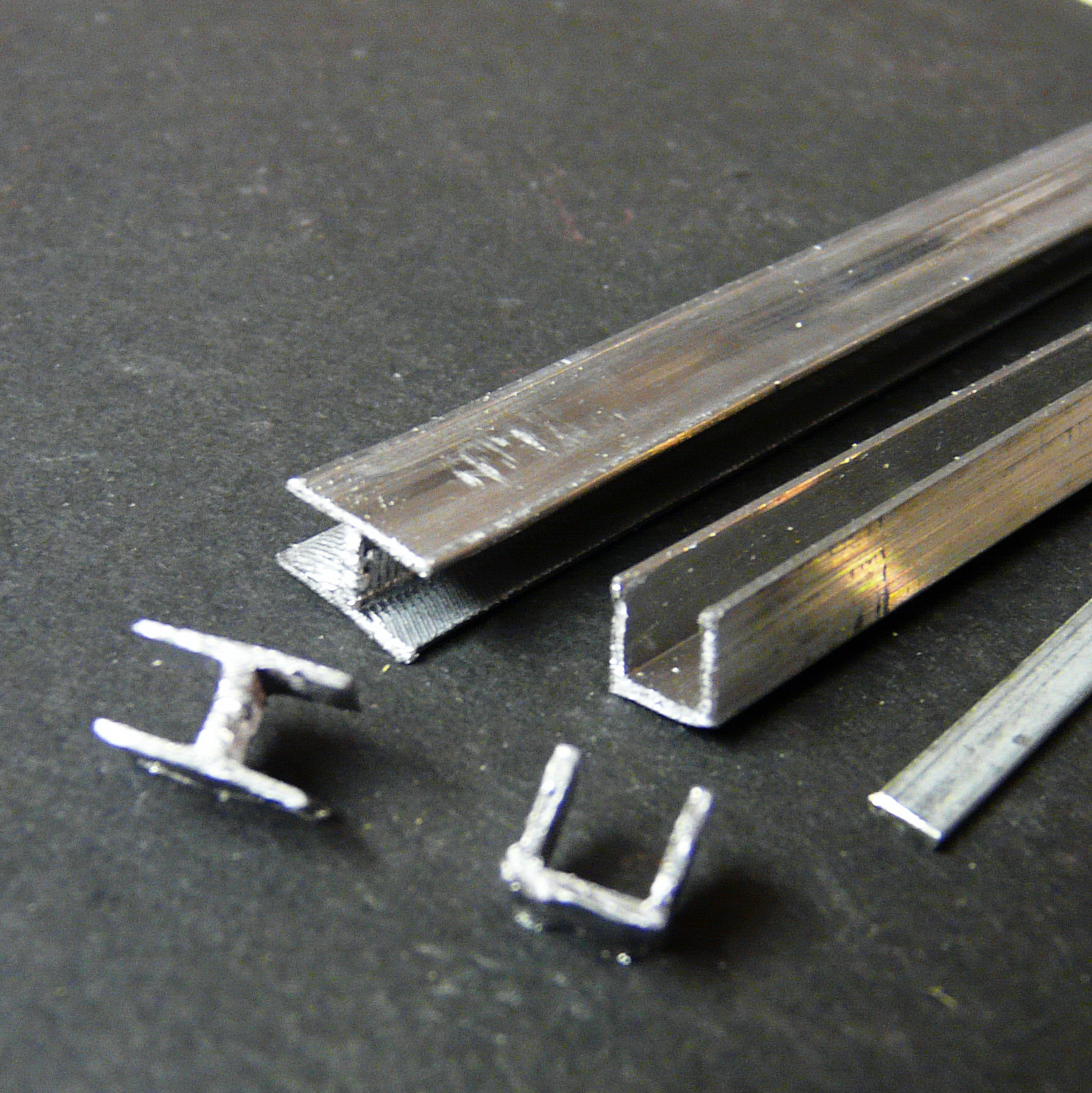
Plombs de différentes formes

- Plomb à rabot - Plomb qui n'a point été tiré ou laminé, mais qui est aminci au moyen du rabot;
  - Plomb de vitres - Plomb qui est fondu par petits lingots dans une lingotière, et ensuite étiré dans un tire-plomb par verges portant deux rainures, et qui sert à monter les panneaux[V 5].
- Pointes - Petits clous d'épingle sans tête qui servent à tenir les verres dans les feuillures des châssis, en outre du mastic que l'on rapporte dessus[V 6].
- Porte-vitres - Nom de la planche faisant partie du fléau[V 6].
- Pousse-fiche - Morceau de fer rond et allongé qui sert à faire sortir les broches hors des fiches[V 6].

## R
- Recuire le verre - Après l'avoir soufflé pour en former des feuilles, déposer ces feuilles dans un four chauffé à un degré de chaleur modéré, et les laisser s'y refroidir lentement pendant l'espace de plusieurs jours, pour qu'il soit moins cassant[V 6].
- Règle - De deux sortes; l'une servant à tracer les panneaux, et l'autre portant une petite poignée dessus propre à diriger le diamant pour couper le verre[V 5].
- Retailler - Couper des carreaux pour les mettre à une autre mesure[V 6].
- Rouet - Synonyme de Tire-plomb[V 6].

## S
- Safre - Substance servant dans la fusion du verre à détruire sa partie colorante[V 6].
- Signer - Marquer avec la drague, ou simplement avec de la craie, les endroits des pièces de verre que l'on veut couper avec le diamant[V 6].
- Somme - Synonyme de panier de verre; elle est composée de vingt-quatre plats de verre de chacun 36 à 40 pouces de diamètre[V 6].
- Suin ou Sel de verre - L'écume des alkalis, dont la présence a lieu pendant la fusion des substances[V 6].

## T
- Table de verre - Voir Verre
- Tenon - Voir Attache
- Tire-plomb - Machine composée d'un châssis de fer avec pignon et roue d'acier, servant à former les lames de plomb dont on se sert pour monter les verres des panneaux à compartiments[V 7].
- Tringle - Voir Verge.
- Tringlette - Pièce de verre dont on compose les panneaux; c'est aussi un outil de fer, d'os ou de bois, en forme de petit couteau arrondi, dont on se sert pour ouvrir la rainure pratiquée dans les languettes de plomb[V 7].

## V

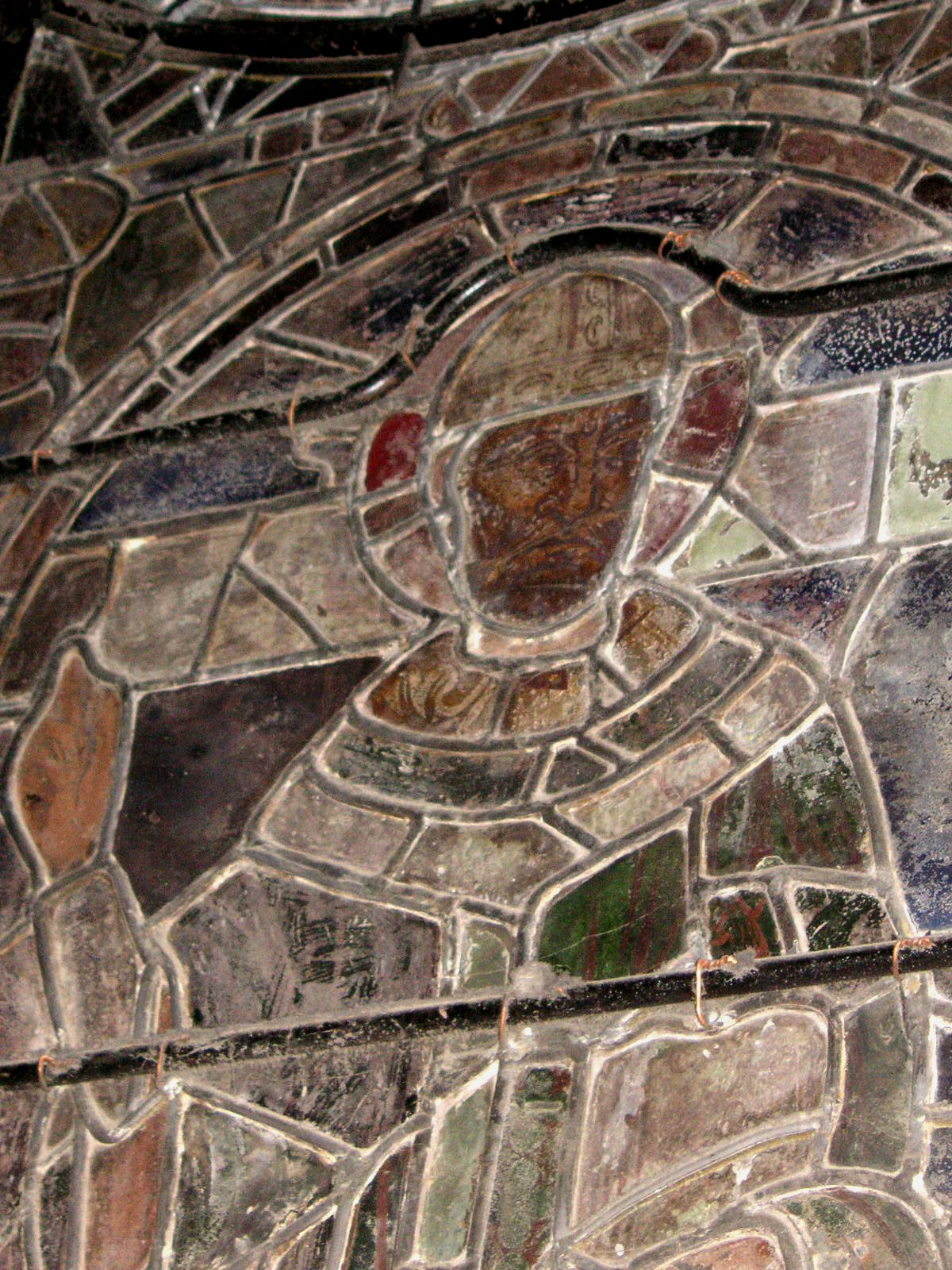
Cathédrale de Canterbury plombs, verges de fer et attaches

- Verge - Petite tringle de fer qui sert à maintenir les panneaux; elle est clouée par les deux bouts aux châssis, et arrêtée dans le milieu avec des liens ou attaches de plomb;
  - Verge - Tringle de fer qui, après avoir été chauffée, se pose sur le verre pour le couper au moyen d'un peu d'eau que l'on met à l'endroit où la verge a touché. L'usage de cette eau fait opérer une langue ou fente que l'on conduit avec la même verge, selon le contour que l'on désire[V 7].
- Vernis - Surface réfrangible du verre;
- Verre - Matière transparente dont on garnit l'intérieur des châssis de fenêtres[1] et autres châssis. On connaît de plusieurs qualités de verre: le blanc, le demi-blanc et le vert. On distingue aussi plusieurs sortes de verre par rapport à sa forme ou aux lieux de sa fabrication[V 7]:
  - Verre en plat ou à boudine - Pièce de verre ronde de 36 à 40 pouces de diamètre, ayant un nœud ou boudine au milieu - La qualité de ce verre est plus commune, et on n'en fait presque plus usage[V 7]. Voir l'article Soufflage en couronne.
  - Verre en manchon ou en feuille - Verre qui se souffle de toutes les mesures que l'on désire, et qui se vend en feuilles[V 7]. Voir l'article Soufflage en manchon.
  - Verre d'Alsace - Verre commun et qui se vend en feuille - On en distingue de trois sortes; le verre ordinaire, le verre teinte blanche ou demi-blanc, et le verre double[V 7].
  - Verre en table ou verre de Bohême - Verre le plus blanc comme le plus épais de tous - Il se fabrique dans diverses parties de la France, et on en connaît de trois qualités en raison de sa plus forte ou de sa moindre épaisseur[V 8].
  - Verre de couleur - Qualité de verre semblable à celui dit de Bohême pour l'épaisseur, et que l'on colore en rouge, jaune, bleu, etc.[V 8].
  - Verre double - Verre de Bohême qui est plus épais que le verre de Bohème ordinaire[V 8].
  - Verre à estampe - Verre de Bohème le plus mince[V 8].
  - Verre en paquet - Manière de livrer le verre blanc qui lui fait donner le nom dans le commerce - Chaque paquet est du même prix et contient plus ou moins de feuilles[V 8].
  - Verre layé - Verre qui est calciné et privé en partie de sa transparence; ce défaut n'existe que dans le verre blanc - On le nomme aussi verre gras[V 8].
  - Verre à vitre - Verre commun dit verre d'Alsace[V 8].
- Verre dépoli - Verre dont on a détruit le vernis en frottant sa surface avec du sable ou de l'émeri et une molette de grès[V 8].
- Vitrage - Terme général par lequel on désigne toutes les vitres d'un bâtiment[V 8].
- Vitre - Verre coupé par compartiment dont on remplit les panneaux; Petits carreaux qui occupent les croisillons des châssis de fenêtres[1] ou autres châssis[V 8].
- Vitraux - Vitrages formés de panneaux; tels sont ceux des églises[V 8].
- Vitrer - Placer des vitres dans une fenêtre[1] ou un châssis[V 8].
- Vitrier - Ouvrier qui emploie le verre, le coupe et le dresse pour en garnir les fenêtres[1] et les châssis[V 8].